# Syndrome CHILD
Le syndrome CHILD  (acronyme de Congenital Hemidysplasia, Ichthyosiform erythroderma  Limb Defects) est une pathologie rare associant :
- Un défaut de développement net d'un hémi corps suivant un axe sagittal, souvent le droit plus souvent que le gauche
- Un érythème cutané
- Et qui demeure létal pour le sujet masculin

## Autres noms
- Hémidysplasie congénitale avec érythrodermie ichtyosiforme et anomalies des membres

## Étiologie
- Mutation du gène NSDHL situé sur le locus q28 du chromosome X codant le NAD(P)H stéroïde déshydrogènase impliqué dans la synthèse de la 3 beta hydroxistéroide-déshydrogènase de la synthèse du cholestérol.

## Description
- L'érythème cutané est du côté de l'hémi-corps hypoplasique mais parfois peut être la seule manifestation de la maladie
- Les organes du côté atteint sont de taille réduite. Les malformations cardiaques sont fréquentes en cas d'atteinte gauche. Les membres sont hypoplasiques ou complètement absents

## Mode de transmission
Transmission dominante liée à l’X. Le syndrome CHILD est létal pour le sujet masculin.

## Traitement
Il n'existe pas de traitement spécifique à l'heure actuelle. Les thérapies visent essentiellement à réduire la morbidité et à empêcher les complications.

## Sources
- (en) Online Mendelian Inheritance in Man, OMIM (TM). Johns Hopkins University, Baltimore, MD. MIM Number:308050